# Atractomorpha yunnanensis
Atractomorpha yunnanensis är en insektsart som beskrevs av Bi, D. och Wei Ying Hsia 1981. Atractomorpha yunnanensis ingår i släktet Atractomorpha och familjen Pyrgomorphidae. Inga underarter finns listade i Catalogue of Life.